# Maria Machava
Maria Machava, née le 17 août 2004, est une skipper mozambicaine.

## Carrière
Maria Machava est sacrée championne d'Afrique de 470 à Luanda en 2020 avec Denise Parruque, ce qui les qualifie pour les Jeux olympiques d'été de 2020 à Tokyo,.
Lors de ces Jeux, elles ne parviennent pas à se qualifier pour la course aux médailles.